# Black Lion, Kilburn
Black Lion este un local de tip pub într-o clădire monument istoric de clasa II*, situat pe Kilburn High Road, Kilburn, Londra.
Localul se află pe Lista Națională a Interioarelor de Pub Istorice creată de Campaign for Real Ale.
Clădirea a fost construită în anul 1898 de către arhitectul R. A. Lewcock (1846-1932), iar panourile din interior au fost sculptate de către Frederick T Callcott.